# 奧斯卓斯基宮
奧斯卓斯基宮（波蘭語：Pałac Ostrogskich）是位於波蘭首都華沙市中心的一座建築。建築名稱由來自奧斯卓斯基家族。現在這座建築是弗雷德里克·蕭邦學會的所在地，並且也是蕭邦博物館的展館建築。

## 外部連結
- National Chopin Institute （页面存档备份，存于）, the current owner of the palace
- Modern and pre-war pictures （页面存档备份，存于）

52°14′11″N 21°01′23″E / 52.23639°N 21.02306°E